# Lesley Manyathela
Lesley Phuti Manyathela (né le 4 septembre 1981 à Messina en Afrique du Sud et mort le 9 août 2003 dans la même ville) est un joueur de football international sud-africain, qui évoluait au poste d'attaquant.

## Biographie

### Carrière en club
Il inscrit 17 buts en première division sud-africaine lors de la saison 1999-2000, puis 19 buts dans cette même division lors de la saison 2001-2002.
Lors de l'été 2003, le joueur est approché par l'Olympique Lyonnais pour remplacer un Sonny Anderson sur le départ. Une somme avoisinant 2 millions d'euros est évoquée par la presse. Mais les négociations n'aboutissent pas, et le joueur rentre au pays. La nuit du 9 au 10 aout 2003, l'international sud-africain était sur la route de sa ville de Messina lorsque sa voiture est partie en tonneaux. Le joueur est décédé sur le coup.

### Carrière en sélection
Lesley Manyathela reçoit neuf sélections en équipe d'Afrique du Sud entre 2002 et 2003, inscrivant trois buts.

### Hommage posthume
En hommage à ses qualités de finisseur (48 buts en 73 apparitions en D1 sud-africaine), la Premier League Sud-Africaine rebaptise son prix du meilleur buteur "Soulier d'or Lesley Manyathela".

## Palmarès
Orlando Pirates
- Championnat d'Afrique du Sud (2) :
  - Champion : 2000-01 et 2002-03.
  - Meilleur buteur : 2002-03 (18 buts).